# Ragnar Sandberg

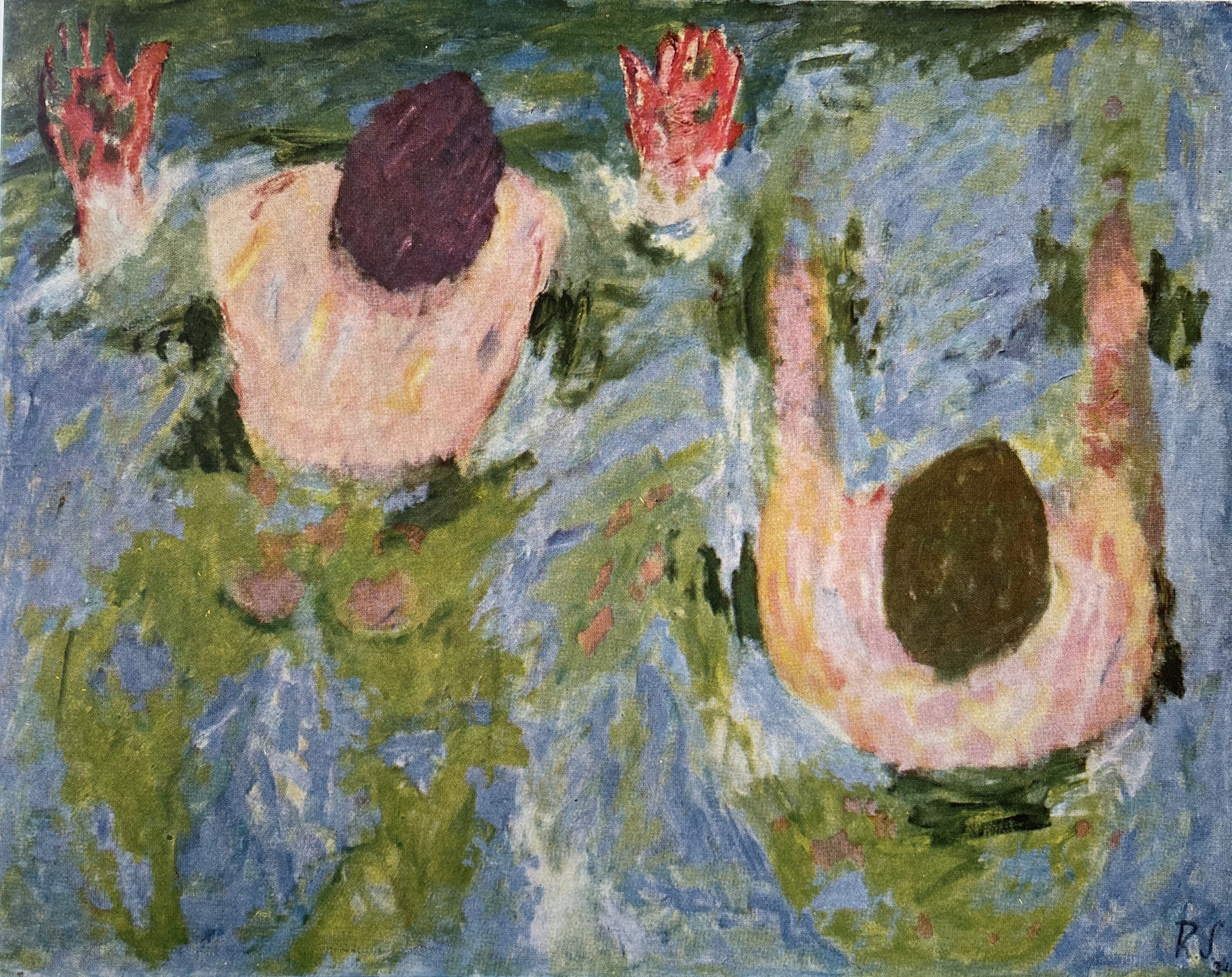
Badande, oljemålning (85 x 105 cm) från 1933 av Ragnar Sandberg.

Ragnar Gösta Leopold Sandberg, född 16 februari 1902 i Sanne församling, Göteborgs och Bohus län, död 19 november 1972 i Stockholm, var en svensk målare, tecknare, skriftställare och konstpedagog.

## Biografi
Ragnar Sandberg var son till köpmannen Alfred Sandberg (f. 1860 i Sanne) och Johanna Schagerholm (f.1868 i Gesäter i Älvsborgs län). Familjen flyttade till Stenungsund, där de drev en diversehandel. Som läroverkselev i Göteborg skrev Sandberg vers och översatte Oscar Wilde och hade stora planer på att bli författare men valde att studera konst för Tor Bjurström vid Valands konstskola 1920–1925. Bland skolkamraterna fanns Nils Nilsson och David Larsson som blev hans nära vänner och tillsammans gjorde de en resa till Ostindien och Japan 1922 som mässpojkar ombord på fartyget S/S Formosa. Efter konststudierna ägnade han sig åt studier i filosofi och skönlitteratur, men när han 1929 återupptog konstakten med sin studiekamrat Ivan Ivarson blev han stimulerad att återuppta sitt måleri.
Tillsammans med Ivarson ställde han ut på Galerie Moderne i Stockholm 1933 och tillsammans med Evald Björnberg på Göteborgs konsthall 1936 men hans konst väckte inte någon större uppmärksamhet. Hans genombrott som konstnär kom i separatutställningarna på Svensk-franska konstgalleriet 1939 och Matthiesen Gallery i London, som han senare följde upp med en utställning på Konstgalleriet i Göteborg 1941. 
I samband med att han utnämndes till professor i teckning 1947 och från 1949 i måleri vid Kungliga konsthögskolan flyttade han till Stockholm och var verksam vid  konsthögskolan till 1958. Han blev ledamot av Konstakademien 1947 och tilldelades 1958 ett av Guggenheimstiftelsens internationella pris. 
Sandberg ingår i den grupp av konstnärer, som kallas "Göteborgskoloristerna", och som har sitt ursprung i impulser från Tor Bjurström. Färgromantiken som förekom i gruppen låg inte riktigt i Sandbergs kynne utan han var gruppens intellektuelle och ironiska konstnär. Bland hans offentliga arbeten märks en väggmålning i al secco för Lorensbergs festvåning i Göteborg och dekorationsmåleri för Zoofysiologiska institutionen i Uppsala. Hans konst består av landskapsskildringar från västkusten och Skåne, stadsbilder, figurer och verklighetsiakttagelser. Som skriftställare medverkade han i Paletten och Konstrevy samt utgav några böcker .
Sandbergs första äktenskap ingicks med Elsa Valborg Leontina Karlsson (född 1904). I det äktenskapet föddes dottern Kerstin Alehammar (1928), gift med Sune Alehammar. Hans andra äktenskap ingicks med Birgit Broms Sandberg och de har dottern Helen Broms Sandberg (1961). En äldre bror var fotbollsspelaren Mauritz "Moje" Sandberg.
Ragnar Sandberg är begravd på Norra begravningsplatsen i Solna.

## Utställningar och representation
Tillsammans med Bror Hjorth ställde han ut på Svensk-franska konstgalleriet 1944 och tillsammans med Ivan Ivarson och  David Larsson på God konst i Göteborg 1963 samt tillsammans med Eric Grate och Carl Kylberg representerade han Sverige vid Biennalen i Venedig 1952. Separat ställde han bland annat ut på Göteborgs konstmuseum 1965 och på olika gallerier i Stockholm och Göteborg. Han medverkade utställningarna Ung dansk og svensk kunst som visades i Oslo 1935, 12 Göteborgskonstnärer 1938. Unga Göteborgare på Skånska konstmuseum 1943, Swedish Art på Wildenstein Gallery i London 1945 samt flera utställningar med nordisk konst på Mässhallen i Göteborg och samlingsutställningar på bland annat Gummesons konsthall, Galerie Blanche och Stenmans konstsalong. Han deltog i utställningar arrangerade av Sveriges allmänna konstförening och Riksförbundet för bildande konsts vandringsutställningar.
Från 22 april 2023 till och med 7 april 2024 visades utställningen Den underbara färgen. Göteborgs-kolorismen i nytt ljus, på Göteborgs Konstmuseum. Med konst fram för allt av Ragnar Sandberg, Inge Schiöler och Åke Göransson.
Sandberg är representerad vid Nationalmuseum, Moderna museet , Göteborgs konstmuseum, Göteborgs universitetsbibliotek Malmö museum, Norrköpings konstmuseum och Gävle museum.